# Nusmir Fajić
Nusmir Fajić (* 12. ledna 1987, Bosanska Krupa) je bosenský fotbalový útočník, momentálně působí v bosenském klubu Jedinstvo Bihać.

## Klubová kariéra
V rodné Bosně a Hercegovině hrál za kluby NK Zvijezda Gradačac, FK Rudar Prijedor a NK Travnik. V červenci 2011 přestoupil do slovinského celku ND Mura 05, kde měl během svého působení výborné hráčské statistiky. Díky tomu přestoupil v prosinci 2012 do předního slovinského klubu NK Maribor. 19. září 2013 vstřelil gól v základní skupině Evropské ligy 2013/14 proti ruskému celku FK Rubin Kazaň, ale na zisk bodů to nestačilo, Maribor prohrál 2:5.